# Малиновка (Цівільський район)
Мали́новка (рос. Малиновка, чув. Малиновка) — присілок у складі Цівільського району Чувашії, Росія. Входить до складу Ігорварського сільського поселення.
Населення — 40 осіб (2010; 49 у 2002).
Національний склад:
- чуваші — 100 %